# Las diez de últimas (álbum)
Las diez de últimas es el décimo disco oficial del cantautor español Javier Krahe, sacado a la venta en noviembre de 2013 por la compañía discográfica 18 Chulos Records. Junto al CD, se incluye en formato libro-disco el libro El derecho a la pereza de Paul Lafargue, publicado en 1880. 

## Lista de canciones
1. Agua de la fuente - 4:00
2. Mariví - 2:45
3. Fuera de la grey - 5:00
4. Con pasos cerriles - 3:45
5. Tombuctú - 4:32
6. Cuando desperté - 2:56
7. Puzzle - 3:57
8. Grandes rebajas - 3:07
9. Décimas con aguarrás - 3:40
10. ¿Por qué no? - 3:40

### Músicos
- Voz: Javier Krahe
- Guitarras española, acústica, eléctrica y coros: Javier López de Guereña
- Contrabajo y coros: Fernando Anguita
- Percusiones: Wally Fraza
- Violín (Agua de la fuente): Joan Espina
- Saxos, clarinete, flauta dulce y coros: Andreas Prittwitz
- Coros en “Cuando desperté”: Elena, Martina, Berta y Andrés Vázquez